# West Jordan
West Jordan är en stad i Salt Lake County i delstaten Utah, USA som år 2010 hade 103 712 invånare.